# Fritz Stricker
Fritz Stricker (* 4. Mai 1897 in Aplerbeck; † 9. Juli 1949 in Recklinghausen) war ein deutscher Politiker der Zentrumspartei.

## Beruf
Nach dem Abitur studierte Stricker Staats- und Wirtschaftswissenschaften und promovierte 1921 zum Dr. rer. pol. Von 1922 bis 1926 war der ausgebildete Journalist Leiter der Landesabteilung Westfalen der Reichszentrale für Heimatdienst. 1926 wechselte er als Verlagsdirektor und leitender Redakteur zur Münsterischen Morgenpost. 1931 wurde er zusätzlich geschäftsführendes Vorstandsmitglied des deutsch-niederländischen Vereins und Herausgeber des Vereinsblattes Noaberschopp. Beide Tätigkeiten musste er 1933 aus politischen Gründen aufgeben.
1945 wurde Stricker Generalreferent für Verkehr und Pressechef der westfälischen Provinzregierung.

## Partei
Stricker trat 1919 dem Zentrum bei. 1924 wurde er Stadtverordneter in Münster in Westfalen, wo er einige Jahre die Zentrumsfraktion leitete. 1945 wurde Stricker bei der Neugründung der Zentrumspartei Direktoriumsmitglied und seit dem Parteitag in Oberhausen am 31. Januar 1949 Parteivorsitzender. Das Amt übte er bis zu seinem Tod durch einen Autounfall aus.

## Abgeordneter
Er gehörte vom 2. Oktober 1946 bis zum 2. Juli 1947 dem Landtag von Nordrhein-Westfalen an. 1947 bis 1949 war er zudem Mitglied im Wirtschaftsrat, wo er die Zentrums-Fraktion leitete, nachdem er zuvor bereits dem Zonenbeirat der britischen Besatzungszone angehört hatte.

## Öffentliche Ämter
Vom 29. August 1946 bis zum 17. Juni 1947 war Stricker Verkehrsminister und Landespressechef von Nordrhein-Westfalen im Kabinett von Rudolf Amelunxen.